# Bradford (New Hampshire)
Bradford – miasto w Stanach Zjednoczonych, w stanie New Hampshire, w hrabstwie Merrimack.